# Teyloides
Teyloides là một chi nhện trong họ Nemesiidae.
Teyloides được miêu tả năm 1985 bởi Main.

## Soort
Teyloides có các loài sau:
- Teyloides bakeri Main, 1985